# Этерификация
Этерификация (от др.-греч. αἰθήρ — эфир и лат. facio — делаю) — реакция образования сложных эфиров при взаимодействии кислот и спиртов:
{\displaystyle {\mathsf {RCOOH+R'OH\ {\xrightarrow[{}]{H^{+}}}\ RCOOR'+H_{2}O}}}

## Механизм реакции
Реакция протекает в условиях кислотного катализа и проходит по механизму нуклеофильного замещения.
На первой стадии происходит протонирование атома кислорода карбонильной группы карбоновой кислоты с образованием резонансно стабилизированного карбкатиона:
после чего происходит нуклеофильная атака атома кислорода гидроксильной группы спирта на карбониевый центр с образованием алкилоксониевого иона, эта стадия является лимитирующей. Затем в алкилоксониевом ионе происходит миграция протона на один из гидроксилов с образованием уходящей группы —O+H2:
Завершающей стадией является отщепление промежуточного продукта присоединения воды и протона — катализатора с образованием сложного эфира:
Механизм реакции подтвержден экспериментом с использованием изотопных меток: при использовании спирта, меченного изотопом 18O, метка оказывается в составе сложного эфира:

## Применение в органическом синтезе
Этерификацию обычно проводят в присутствии катализаторов — сильных кислот (серная кислота, толуолсульфоновая кислота и т. п.).
Реакция этерификации обратима (гидролиз сложных эфиров называется омылением), положение равновесия зависит от строения и концентраций спирта и карбоновой кислоты, то есть для реакционной смеси существует предел этерификации, при котором устанавливается равновесие, характеризующееся определённым соотношением концентраций исходных спирта и кислоты и продукта их реакции — сложного эфира. Так, например, при эквимолярном соотношении этанола и уксусной кислоты в исходной реакционной смеси равновесие устанавливается, когда ~2/3 спирта и кислоты прореагируют с образованием этилацетата.
Для повышения выхода сложного эфира используют либо избыток одного из реагентов (обычно спирта), либо отгонку образующейся при этерификации воды в виде азеотропной смеси с добавляемым в реакционную смесь бензолом.